# Ахилл (кирлангич)
«Ахилл» — кирлангич Черноморского флота Российской империи, находившийся в составе флота с 1789 по 1798 год, во время службы принимал участие в практических плаваниях, а также использовался в качестве разведывательного судна. 16 (27) июля 1798 года разбился у берегов Крыма, во время кораблекрушения погибли все члены экипажа, за исключением одного матроса. С 2013 года предполагаемое место крушения кирлангича занесено в государственный реестр недвижимых памятников.

## Описание судна
Трёхмачтовый парусно-гребной деревянный кирлангич. Длина судна между перпендикулярами составляла 23,8 метра, ширина — 7,3 метра, а осадка 3,3 метра. Вооружение судна в разное время составляли от 10 до 20 орудий, а экипаж состоял из 2 офицеров и 75 нижних чинов.

## История службы
По одним данным кирлангич «Ахилл» был заложен в Херсоне 28 декабря 1789 (8 января 1790) года, а в 1792 году приобретен для нужд флота и включен в состав Черноморского флота России, по другим данным, судно принимало участие в боевых действиях против Турции в Средиземном море 1789— 1791 годов, а в 1792 году вместе с судами «Святая Елена», «Святой Николай», «Святой Матвей» и «Александр» под видом купеческого судна прошел через проливы в Чёрное море и также был включен в состав Черноморского флота.
С 1794 по 1798 год ежегодно выходил в практические плавания в Чёрное море в составе эскадр, при этом в 1797 году находился в составе первой эскадры Черноморского флота под общим командованием капитана бригадирского ранга Н. П. Кумани. 16 (27) июля 1798 года вице-адмиралом Ф. Ф. Ушаковым был направлен на Козловский рейд с целью получения сведений о передвижениях неприятельского флота от командира находившегося в Козлове брандвахтенного судна.
В тот же день, на обратном пути к эскадре, был опрокинут налетевшим шквалом и затонул. Во время кораблекрушения погибли: командир судна лейтенант П. Г. Кононович, мичман Илья Командоров и 74 матроса. Одному из членов экипажа, матросу Ермолаю Лазареву, удалось спастись. Он без сознания был выброшен на берег, позже обнаружен казаками и доставлен в Севастополь.
В октябре 2003 года во время погружений у северо–восточной оконечности мыса Тарханкут членами дайв–клуба «Аратта» в 100 метрах от входа в бухту и в 40—50 метрах от береговых скал было обнаружено и зафиксировано место гибели парусного судна. С глубины около 4–5 метров представителями клуба была поднята 6–фунтовая чугунная корабельная пушка, канал ствола которой был зачеканен дубовой пробкой, и гак талевой оснастки, использовавшийся для крепления пушек к бортам судна при откате, а также несколько чугунных ядер 6–, 3- и 2-фунтового калибра. В следующем 2004 году на том же месте была найдена и поднята ещё одна 6–фунтовая пушко-карронада, с зачеканенным таким же образом стволом. В результате проведённых исследований было установлено, что с большой долей вероятности артефакты были найдены на месте крушения кирлангича «Ахилл». 28 мая 2013 года приказом Республиканского комитета Автономной Республики Крым место крушения было занесено в государственный реестр недвижимых памятников под № 48.

## Командиры судна
Командирами кирлангича «Ахилл» в составе Российского императорского флота в звании лейтенантов в разное время служили:
- А. И. Томиловский (1794–1795 годы)[14];
- П. Г. Кононович (с 1797 года по 16 (27) июля 1798 года)[15][16].

### Комментарии
1. ↑  78 футов[1].
2. ↑  23 фута 10 дюймов[1].
3. ↑  10 футов 10 дюймов[1].
4. ↑  Или Комондоров[9].
5. ↑  По другим данным спастись удалось двум членам экипажа[10].